# Stagonosporopsis aquilegiae
Stagonosporopsis aquilegiae är en svampart som först beskrevs av Gottlob Ludwig Rabenhorst, och fick sitt nu gällande namn av Boerema, Gruyter & Noordel. 1997. Stagonosporopsis aquilegiae ingår i släktet Stagonosporopsis, ordningen Pleosporales, klassen Dothideomycetes, divisionen sporsäcksvampar och riket svampar.   Inga underarter finns listade i Catalogue of Life.